# Torii

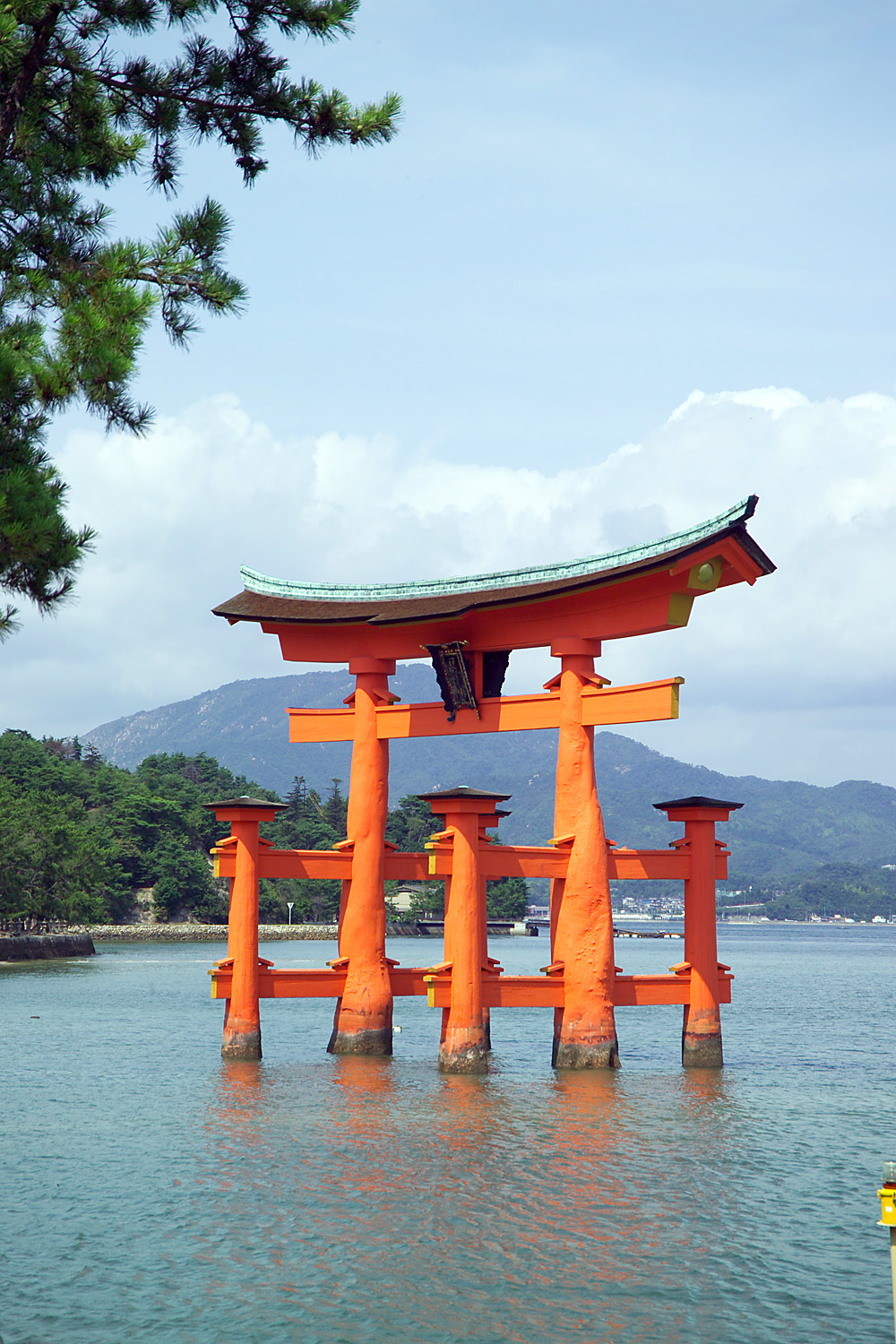
O famoso torii do santuário de Itsukushima, no estilo ryōbu

Um torii (japonês: 鳥居, [to.ɾi.i]) é um portão tradicional japonês mais comumente encontrado na entrada ou dentro de um santuário xintoísta, onde simbolicamente marca a transição do mundano para o sagrado.
Geralmente, a presença de um torii na entrada é a maneira mais simples de identificar santuários xintoístas e um pequeno ícone torii os representa nos mapas de estradas do Japão.
A primeira aparição de portões torii no Japão, pode ser identificada com segurança pelo menos até meados do período Heian pois eles são mencionados em um texto escrito em 922. O mais antigo torii de pedra existente foi construído no século XII e pertence a um santuário Hachiman na prefeitura de Yamagata. O mais antigo torii de madeira existente é um ryōbu torii construído em 1535 no santuário Kubō Hachiman (na prefeitura de Yamanashi).
Os portões torii eram tradicionalmente feitos de madeira ou pedra, mas hoje também podem ser feitos de concreto armado, cobre, aço inoxidável ou outros materiais. Eles geralmente são não pintados ou pintados com vermelhão e um lintel superior preto. Os santuários Inari (kami da fertilidade e da indústria) normalmente têm muitos torii porque aqueles que tiveram sucesso nos negócios geralmente doam torii em gratidão. O Fushimi Inari-taisha em Quioto tem milhares de torii, cada um com o nome do doador.

## Etimologia

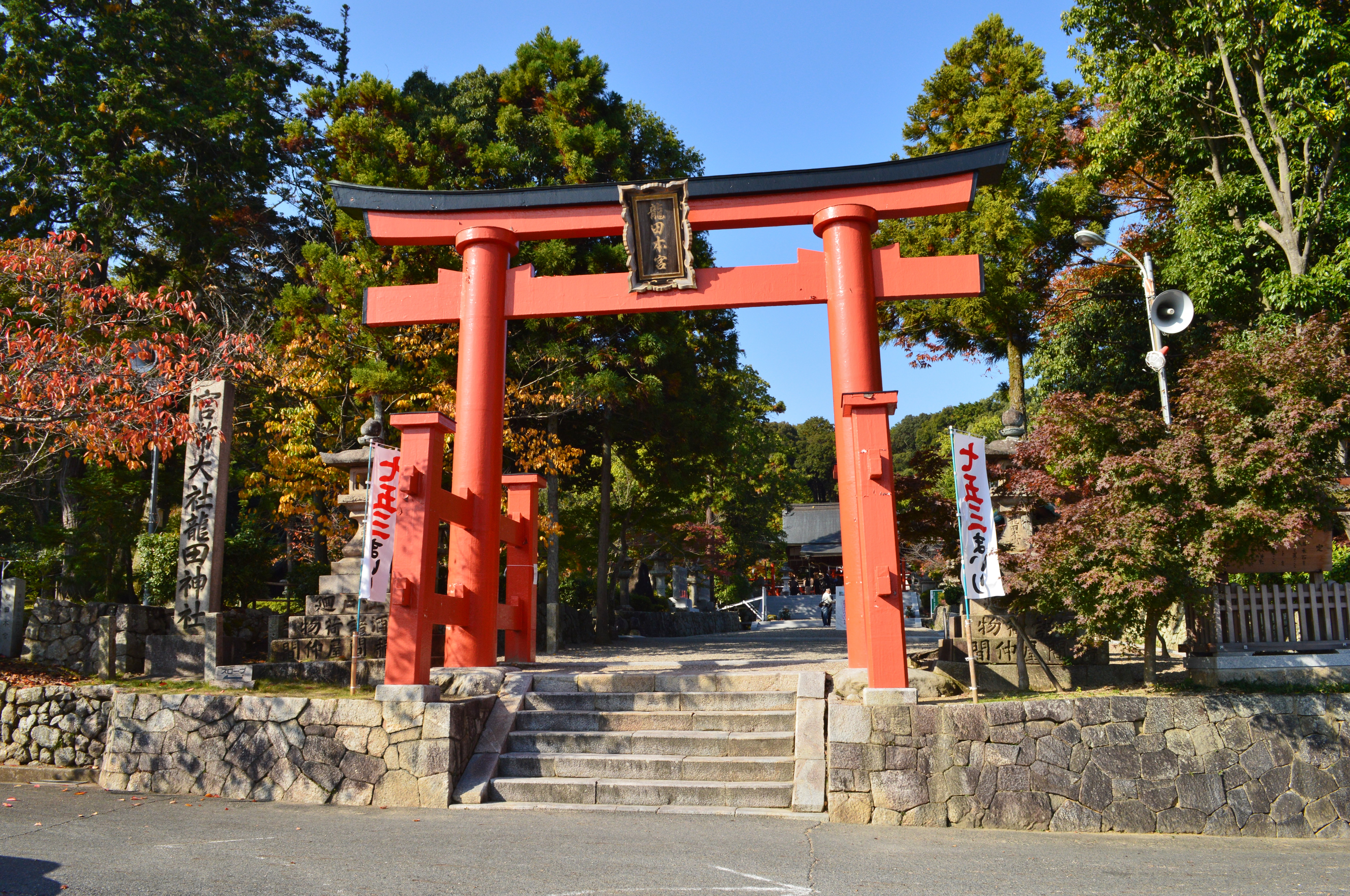
Um torii na entrada do santuário Tatsuta, um santuário xintoísta em Sangō, Nara

O torii, um portal erguido na entrada de cada santuário xintoísta, pode ser derivado da palavra indiana torana. Enquanto o termo indiano denota um portal, os caracteres japoneses podem ser traduzidos como "poleiro de pássaro".
A arquitetura sagrada do portal torana da antiga Índia influenciou a arquitetura do portal em toda a Ásia, especialmente onde o budismo foi transmitido da Índia. Portões paifang chineses, torii japoneses, hongsalmun coreanos e sao ching cha tailandeses foram derivados do torana indiano. As funções de todos são semelhantes mas, geralmente, diferem com base em seus respectivos estilos arquitetônicos. De acordo com vários estudiosos, a vasta evidência mostra como os torii foram originalmente derivados do torana (um portal cerimonial sagrado autônomo que marca a entrada de um recinto sagrado, como um templo ou santuário hindu-budista, ou cidade) tanto etimologicamente quanto arquitetonicamente. Bernhard Scheid se pergunta se o torii existia no Japão antes do budismo ou se chegou com ele da Índia.

## Usos
A função de um torii é marcar a entrada para um espaço sagrado. Por esse motivo, a estrada que leva a um santuário xintoísta (sandō) quase sempre é cercada por um ou mais torii, que são portanto, a maneira mais fácil de distinguir um santuário xintoísta de um templo budista. Se o sandō passa sob vários torii, a parte externa deles é chamada de ichi no torii (一の鳥居, primeiro torii). Os seguintes, mais próximos do santuário, são geralmente chamados (em ordem) de ni no torii (二の鳥居, segundo torii) e san no torii (三の鳥居, terceiro torii). Outros torii podem ser encontrados mais adiante no santuário para representar níveis crescentes de santidade conforme a pessoa se aproxima do santuário interno (honden), a parte central do santuário. Além disso, devido à forte relação entre os santuários xintoístas e a família imperial japonesa, um torii também fica em frente à tumba de cada imperador.

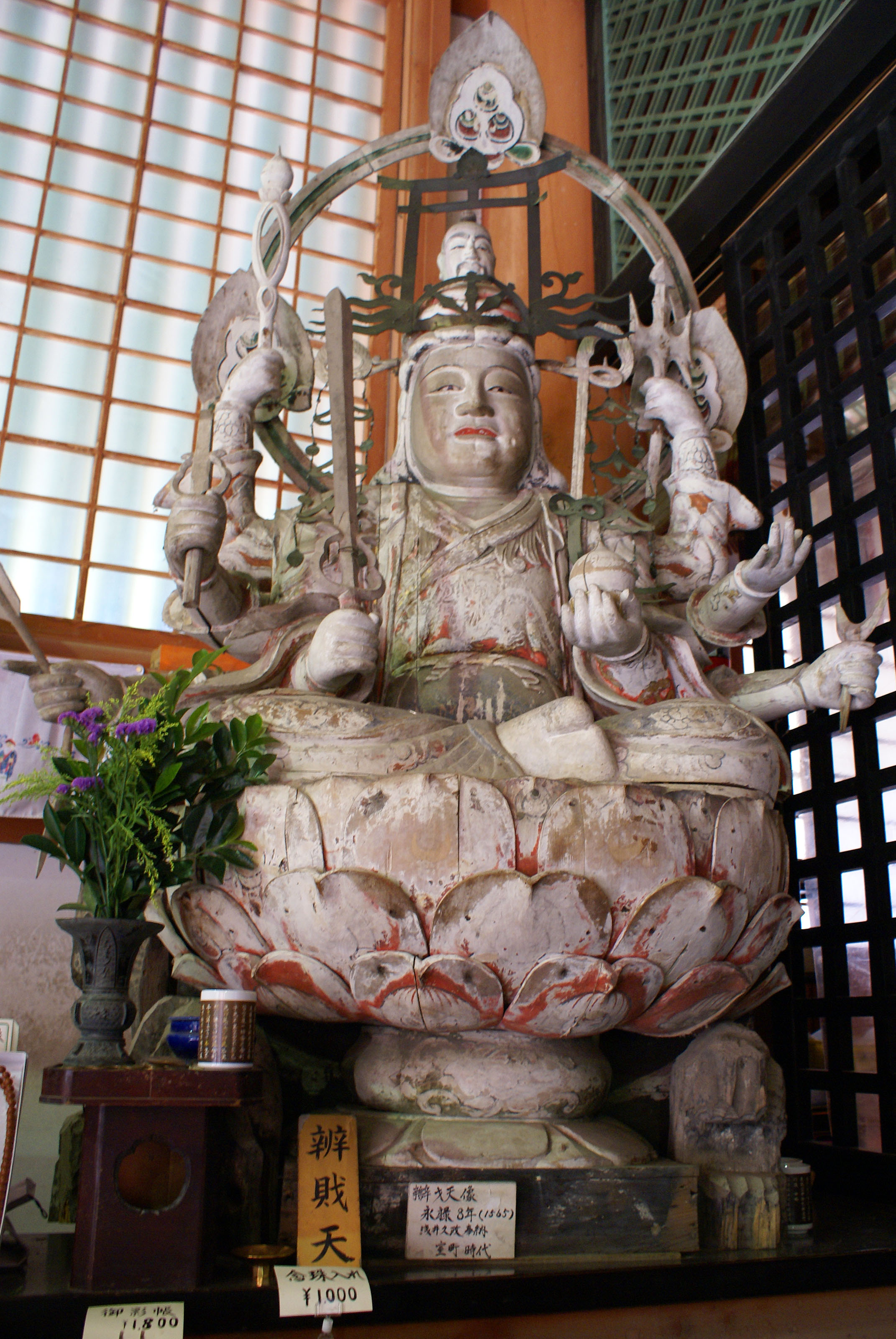
Deusa budista Benzaiten, um torii visível em sua cabeça

No passado, o torii deve ter sido usado também na entrada de templos budistas. Ainda hoje, um templo tão importante quanto o Shitennō-ji de Osaka, fundado em 593 por Shōtoku Taishi e o mais antigo templo budista construído pelo Estado (no mundo), tem um torii em uma de suas entradas. O torii de madeira original queimou em 1294 e foi substituído por um de pedra. Muitos templos budistas incluem um ou mais santuários xintoístas dedicados a seus kami tutelares ("Chinjusha") e, nesses casos, um torii marca a entrada do santuário. Benzaiten é uma deusa sincrética, derivada da divindade indiana Sarasvati, que une elementos do xintoísmo e do budismo. Por esta razão, salões dedicados a ela podem ser encontrados em templos e santuários e, em ambos os casos, em frente ao salão está um torii. A própria deusa, às vezes, é retratada com um torii na cabeça. Até o período Meiji (1868 a 1912), os torii eram rotineiramente adornados com placas contendo sutras budistas.
Os yamabushi, eremitas ascéticos das montanhas japonesas com uma longa tradição como poderosos guerreiros dotados de poderes sobrenaturais, às vezes usam um torii como seu símbolo.

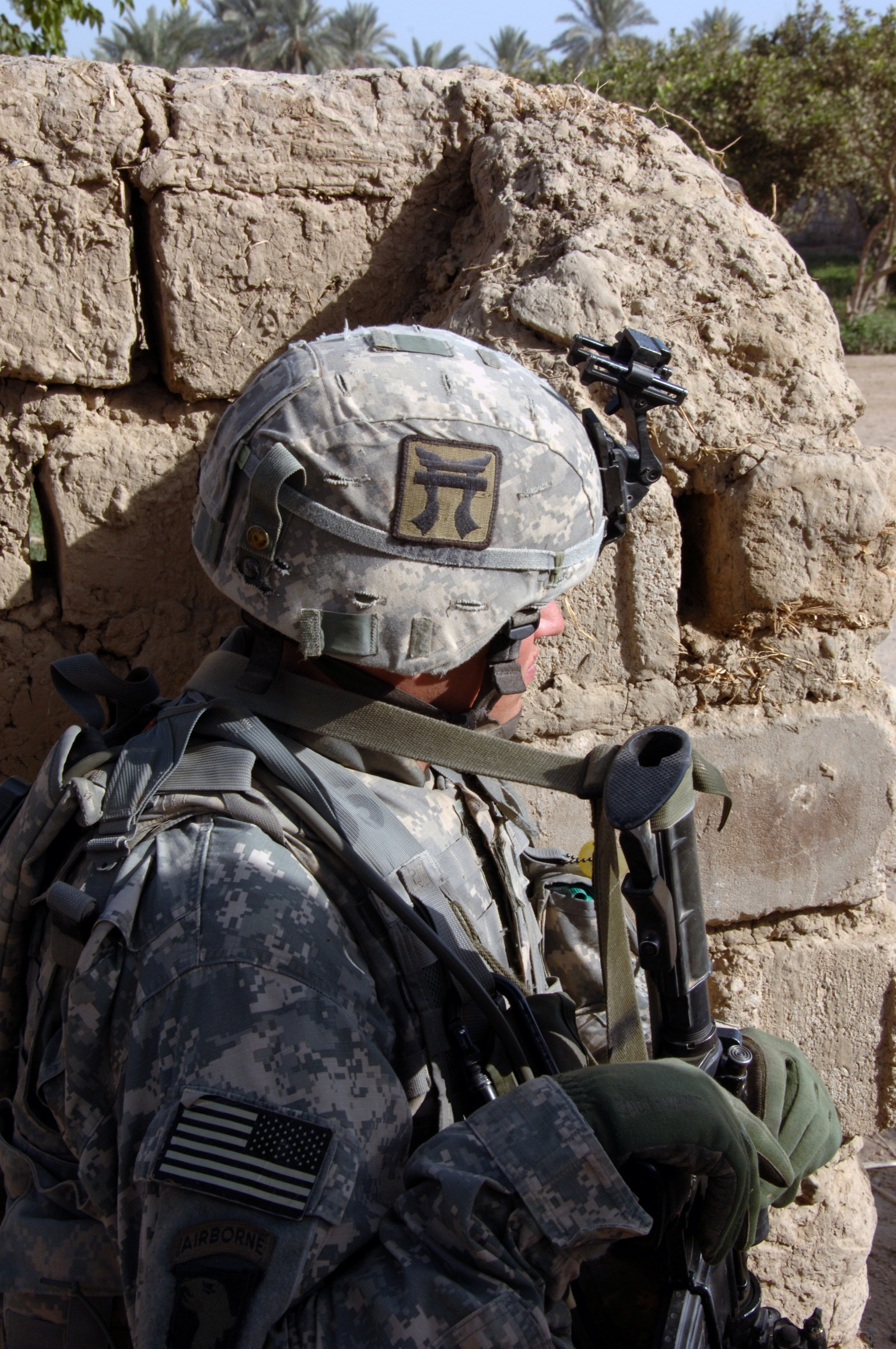
Um Rakkasan se esconde atrás de uma parede de lama no Iraque — note o símbolo torii no capacete

O torii, às vezes, também é usado como um símbolo do Japão em contextos não religiosos. Por exemplo, é o símbolo do regimento da força de segurança do corpo de fuzileiros navais, do 187º regimento de infantaria da 101ª divisão aerotransportada e de outras forças dos Estados Unidos da América no Japão.

## Origens
As origens dos torii são desconhecidas e existem várias teorias diferentes sobre o assunto mas nenhuma delas ganhou aceitação universal. Como o uso de portões simbólicos é amplamente difundido na ásia (tais estruturas podem ser encontradas na Índia, na China, na Tailândia, na Coréia e nas aldeias Nicobarese e Shompen, por exemplo) os historiadores acreditam que podem ser uma tradição importada.
Eles podem, por exemplo, ter se originado na Índia (dos portões torana no mosteiro Sanchi, na Índia central). De acordo com essa teoria, o torana foi adotado por Kūkai (fundador do budismo Shingon), que o usou para demarcar o espaço sagrado usado para a cerimônia homa. A hipótese surgiu nos séculos XIX e XX, devido às semelhanças na estrutura e nome entre os dois portões. Objeções linguísticas e históricas surgiram agora, mas nenhuma conclusão ainda foi alcançada.
Em Banguecoque (Tailândia), uma estrutura brâmane chamada sao ching cha se assemelha fortemente a um torii. No entanto, é muito diferente funcionalmente, pois é usado como um balanço. Durante as cerimônias, os brâmanes se balançam tentando pegar uma bolsa com moedas colocadas em um dos pilares.
Outras teorias afirmam que o torii pode estar relacionado ao pailou da China. Entretanto,
essas estruturas podem assumir uma grande variedade de formas e apenas algumas delas realmente se assemelham a um torii. O mesmo vale para o "hongsal-mun" da Coréia. Diferentemente de sua contraparte chinesa, o hongsal-mun não varia muito em design e é sempre pintado de vermelho com "pontas de flecha" localizadas no topo da estrutura (daí o nome).
Parentes propostos do torii
- Um torana indiano
- Um pailou chinês
- Um Hongsalmun coreano

Existem várias etimologias provisórias da palavra torii. De acordo com uma delas, o nome deriva do termo tōri-iru (通り入る, passar e entrar).
Outra hipótese leva o nome literalmente: o portão teria sido originalmente algum tipo de poleiro de pássaro. Isso é baseado no uso religioso de poleiros de pássaros na ásia, como o sotdae coreano (솟대), que são postes com um ou mais pássaros de madeira descansando em seu topo. Comumente encontrados em grupos na entrada de vilas junto com totens chamados jangseung, eles são talismãs que afastam os maus espíritos e trazem boa sorte aos aldeões. "Poleiros de pássaros" semelhantes em forma e função ao sotdae existem também em outras culturas xamanísticas na China, na Mongólia e na Sibéria. Embora não se pareçam com o torii e tenham uma função diferente, esses "poleiros para pássaros" mostram como pássaros em várias culturas asiáticas têm propriedades mágicas ou espirituais e podem, portanto, ajudar a explicar o enigmático significado literal do nome do torii ("pássaro poleiro").
Postes (que se acredita terem sustentado figuras de pássaros de madeira) muito semelhantes ao sotdae foram encontrados junto com pássaros de madeira e alguns historiadores acreditam que de alguma forma evoluíram para os torii de hoje.  Curiosamente, tanto na Coréia quanto no Japão, postes únicos representam divindades (kami no caso do Japão) e hashira (柱, poste) é o contador para kami.
No Japão, os pássaros também têm uma conexão com os mortos há muito tempo, isso pode significar que eles nasceram em conexão com algum rito funerário pré-histórico. Antigos textos japoneses como o Kojiki e o Nihon Shoki, por exemplo, mencionam como Yamato Takeru, após sua morte, tornou-se um pássaro branco e nessa forma escolheu um lugar para seu próprio enterro. Por esta razão, seu mausoléu foi então chamado de shiratori misasagi (白鳥陵, tumba de pássaro branco). Muitos textos posteriores também mostram alguma relação entre almas mortas e pássaros brancos (um elo comum também em outras culturas xamânicas como a japonesa). Temas dos períodos Yayoi e Kofun associando pássaros aos mortos também foram encontrados em vários sítios arqueológicos. Essa relação entre pássaros e morte também explicaria por que, apesar de seu nome, nenhum traço visível de pássaros permanece nos torii de hoje: pássaros eram símbolos de morte, que no xintoísmo traz impureza (kegare).
A possibilidade de que os torii sejam uma invenção japonesa não pode ser descartada. O primeiro torii poderia ter evoluído já com sua função atual por meio da seguinte sequência de eventos:
- Quatro postes foram colocados nos cantos de uma área sagrada e conectados com uma corda, dividindo assim o sagrado do mundano.
- Dois postes mais altos foram colocados no centro da direção mais auspiciosa, para permitir a entrada do sacerdote.
- Uma corda foi amarrada de um poste a outro para marcar a fronteira entre o exterior e o interior, o sagrado e o mundano. Este estágio hipotético corresponde a um tipo de torii em uso real, os chamados shime-torii (注連鳥居). Um exemplo pode ser visto em frente ao haiden do santuário Ōmiwa, em Nara (veja também a foto na galeria).
- A corda foi substituída por um lintel.
- Como o portão era estruturalmente fraco, ele foi reforçado com uma viga de amarração e, o que hoje é chamado de shinmei torii (神明鳥居) ou futabashira torii (二柱鳥居, dois pilares torii) (veja a ilustração à direita) nasceu.[1] Essa teoria, entretanto, não explica como os portões receberam esse nome.

O shinmei torii, cuja estrutura está de acordo com a reconstrução dos historiadores, consiste em apenas quatro toras sem casca e sem pintura: dois pilares verticais (柱,hashira) encimados por um lintel horizontal (笠木, kasagi) e mantidos juntos por uma viga de amarração (貫, nuki). Os pilares podem ter uma ligeira inclinação para dentro chamada uchikorobi (内転び) ou, apenas, korobi (転び). Suas partes são sempre retas.

## Peças e ornamentações

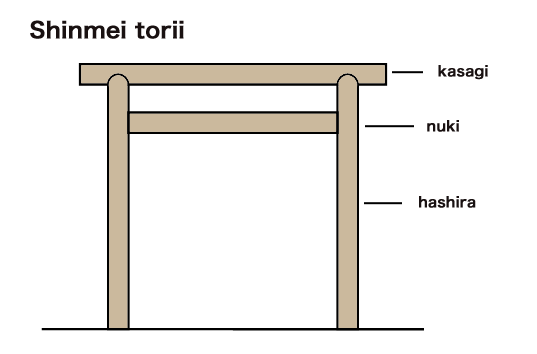
O shinmei torii

Peças e ornamentações torii

O torii pode ser sem pintura ou pintado de vermelhão e preto. A cor preta é limitada ao kasagi e ao nemaki (根巻, veja a ilustração). Muito raramente, o torii também pode ser encontrado em outras cores. O Kamakura-gū de Kamakura, por exemplo, tem um branco e um vermelho.
- O kasagi pode ser reforçado por baixo por um segundo lintel horizontal chamado shimaki ou shimagi (島木).[24]
- O kasagi e o shimaki podem ter uma curva ascendente chamada sorimashi (反り増し).[25]
- O nuki é frequentemente mantido no lugar por calços  (楔, kusabi). O kusabi, em muitos casos, é puramente ornamental.
- No centro do nuki pode haver uma estrutura de suporte chamada gakuzuka (額束), às vezes coberta por uma placa com o nome do santuário (veja a foto na galeria).
- Os pilares geralmente se apóiam em um anel de pedra branca chamado kamebara (亀腹, barriga de tartaruga) ou daiishi (台石, pedra base). A pedra é às vezes substituída por um rolo preto decorativo chamado nemaki (根巻, rolo base).
- No topo dos pilares, pode haver um anel decorativo chamado daiwa (台輪, arquitrave).[1]
- O portão tem uma função puramente simbólica e, portanto, geralmente não há portas ou cercas de tábua. Mas existem exceções, como no caso do torii de arco triplo do santuário Ōmiwa (miwa torii, veja abaixo).[26]

## Estilos
Estruturalmente, o mais simples é o shime torii ou chūren torii (注連鳥居) (veja a ilustração abaixo). Provavelmente um dos tipos mais antigos de torii, consiste em dois postes com uma corda sagrada chamada shimenawa amarrada entre eles.

### Famíliashinmei
O shinmei torii e suas variantes são caracterizados por lintéis superiores retos.

Shime torii: apenas dois postes e um shimenawa.
Shinmei torii.
Ise torii: um shinmei torii com um kasagi pentagonal na seção, shimaki e kusabi.
Kashima torii: um shinmei torii com kusabi e um nuki saindo dos lados.
Kasuga torii: um myōjin torii com lintéis superiores retos cortados em um ângulo quadrado.
Hachiman torii: um kasuga torii, mas os dois lintéis têm uma inclinação para baixo.
Mihashira torii: um shinmei torii triplo.

#### Galeria de fotos

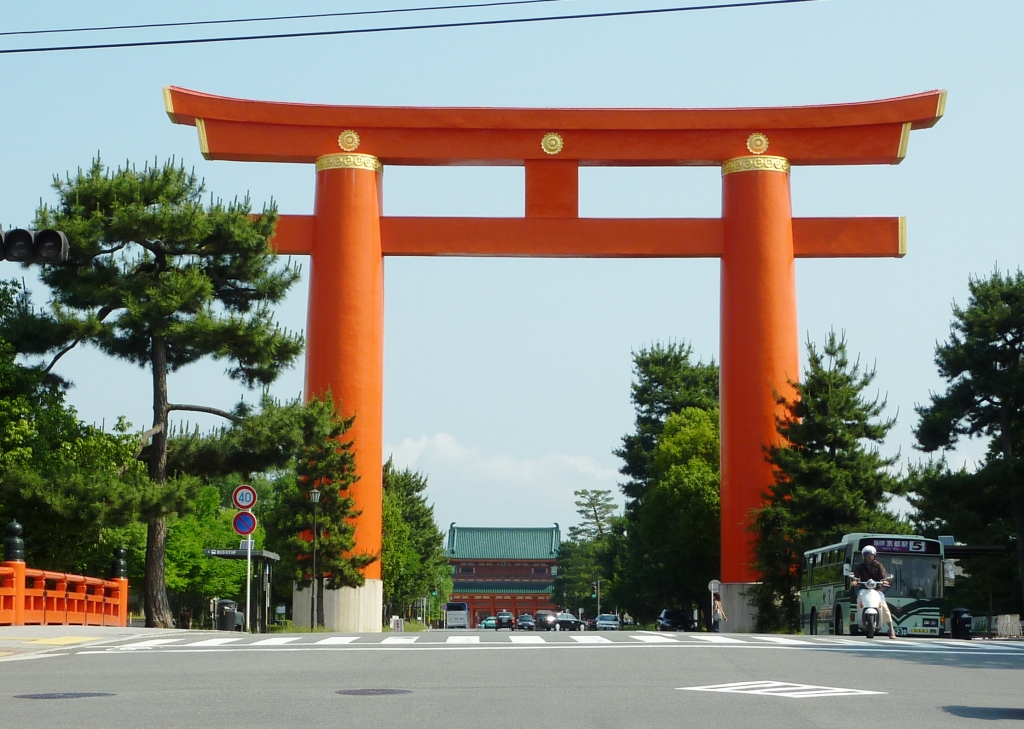
Torii ou portão tradicional japonês. Heian-jingū. Sakyō-ku, Quioto.
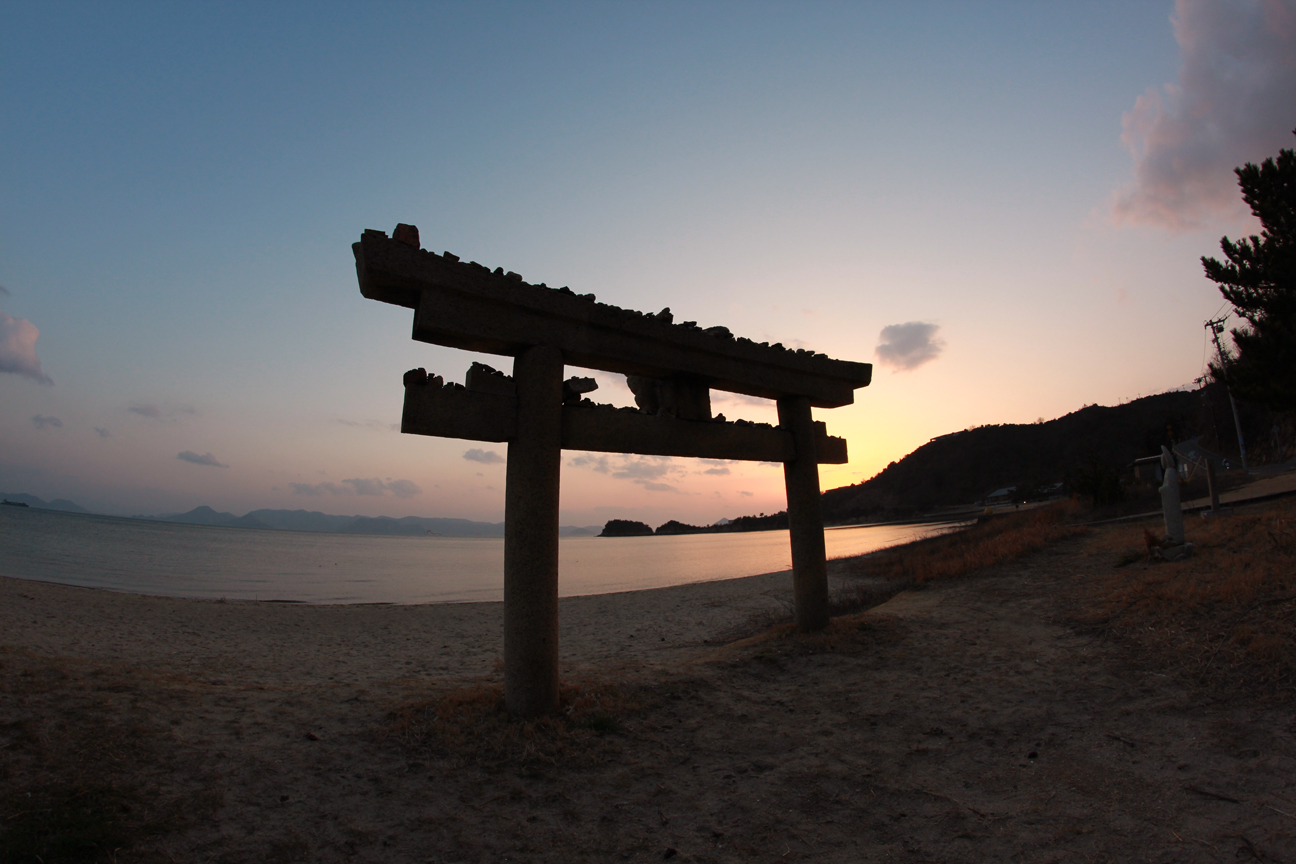
Torii à beira-mar na ilha de Naoshima.
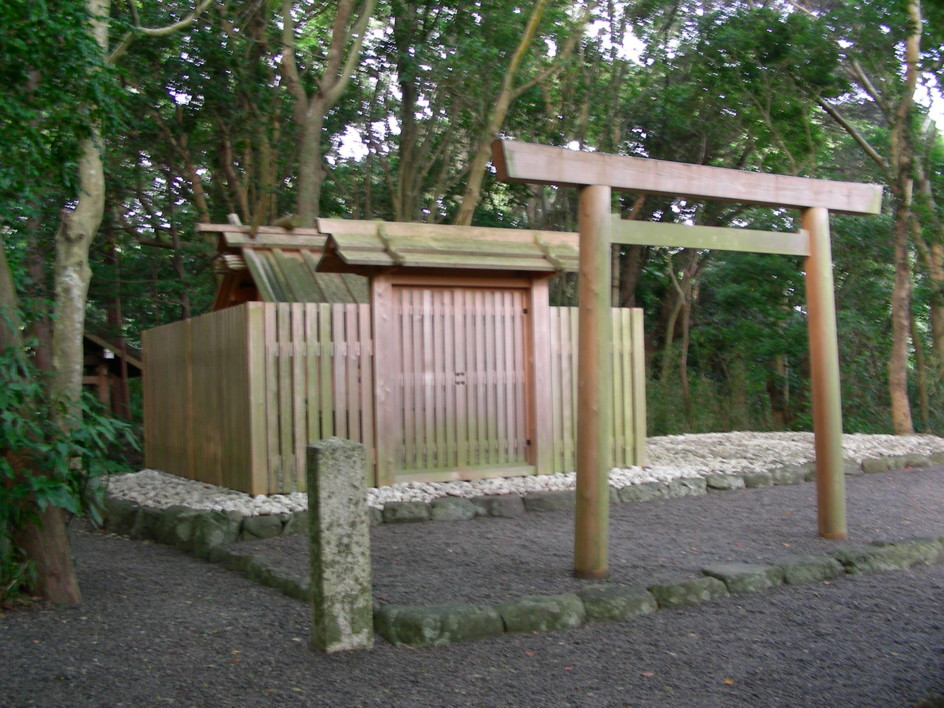
Ise torii, primeiro tipo. Observe a presença de kasagi.
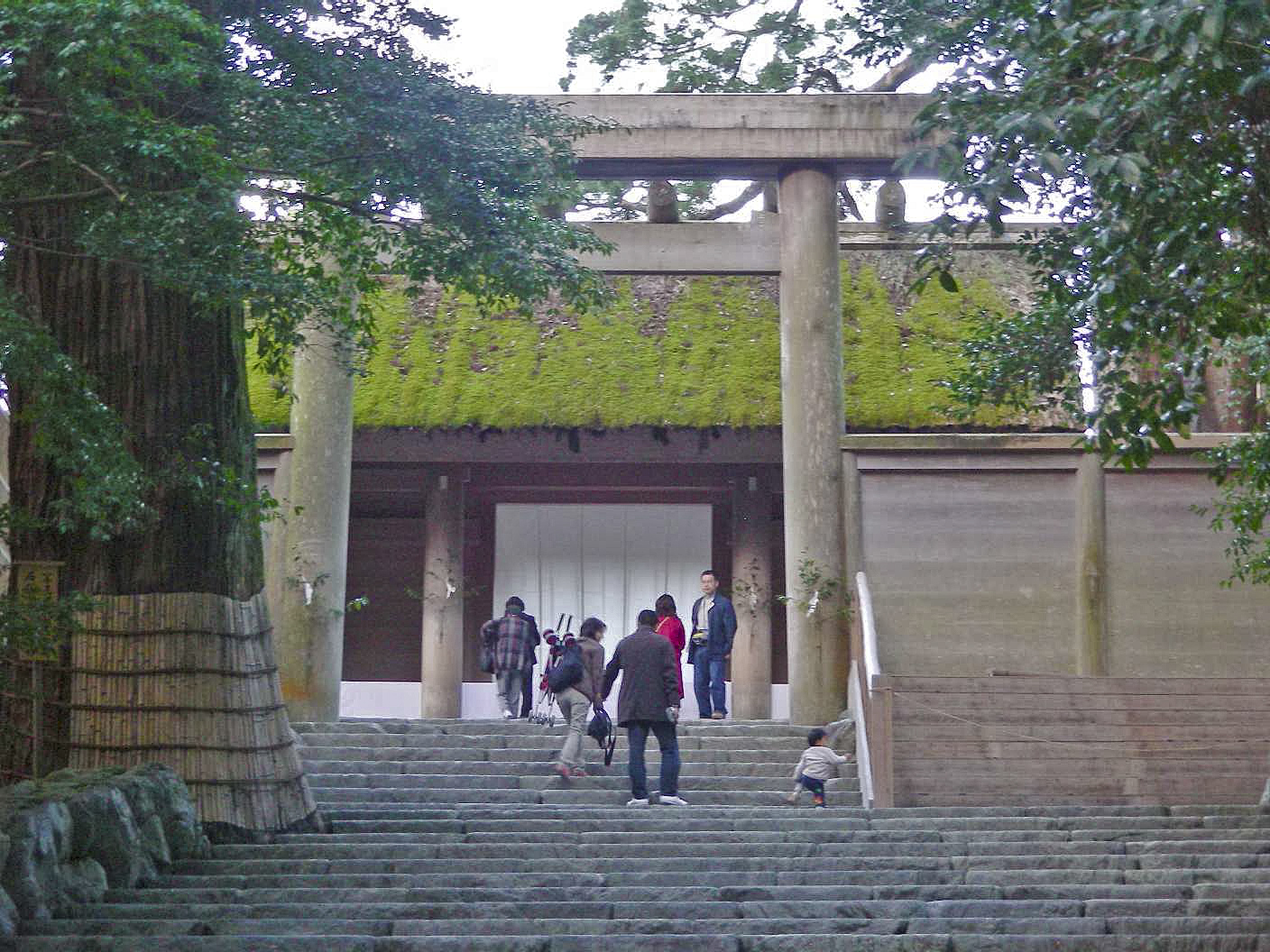
Ise torii, segundo tipo. Observe o shimaki.
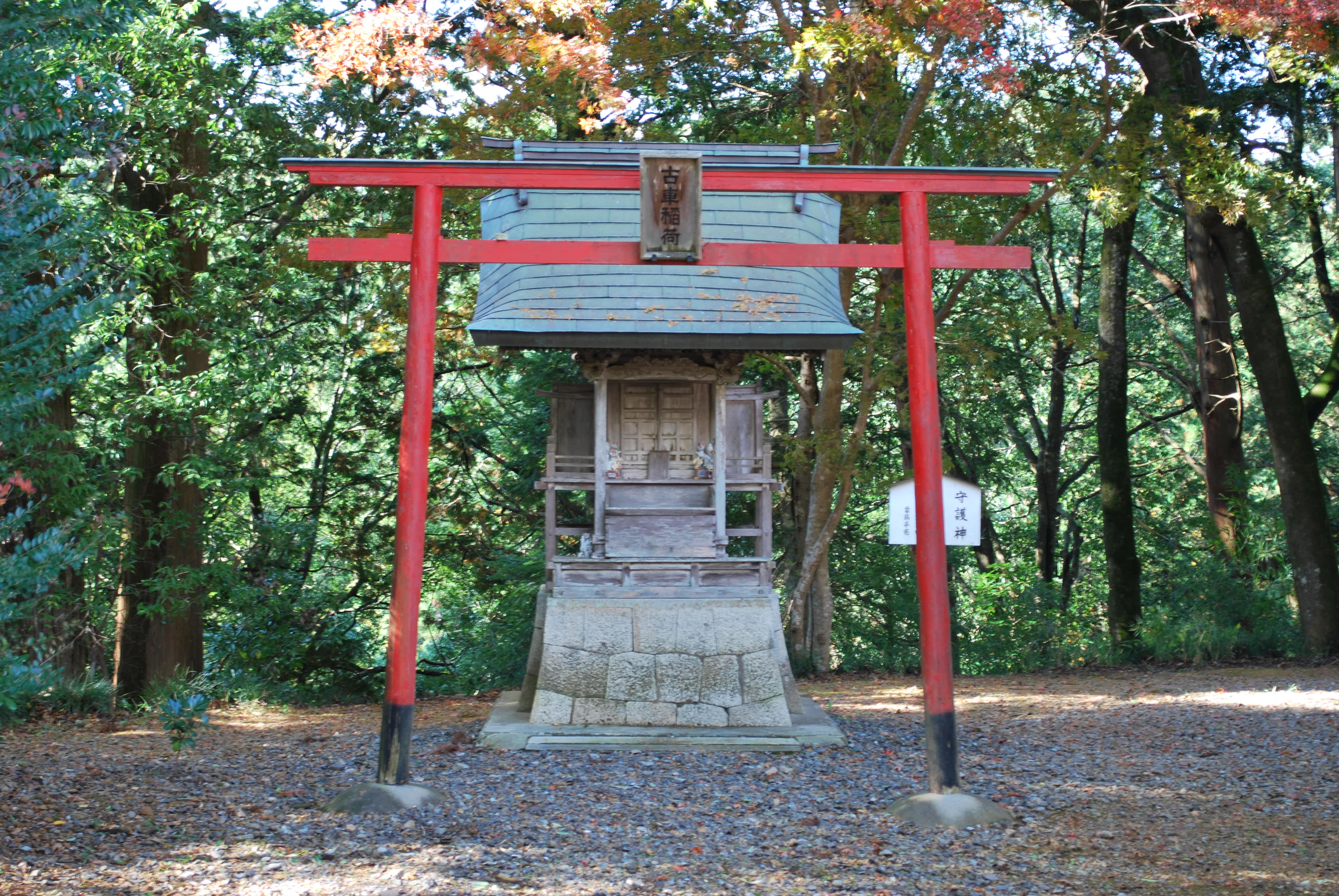
Hachiman torii.
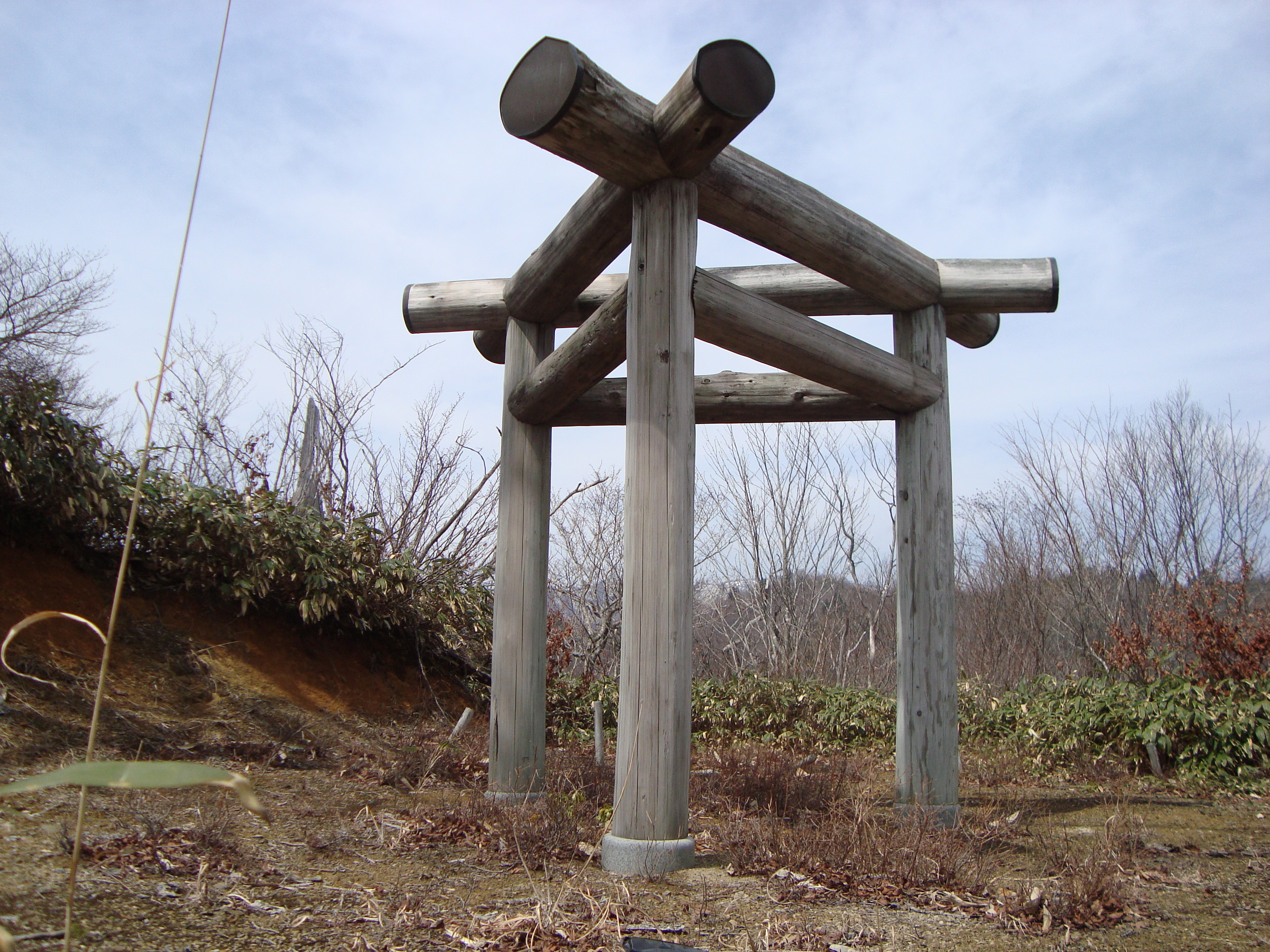
Mihashira torii.
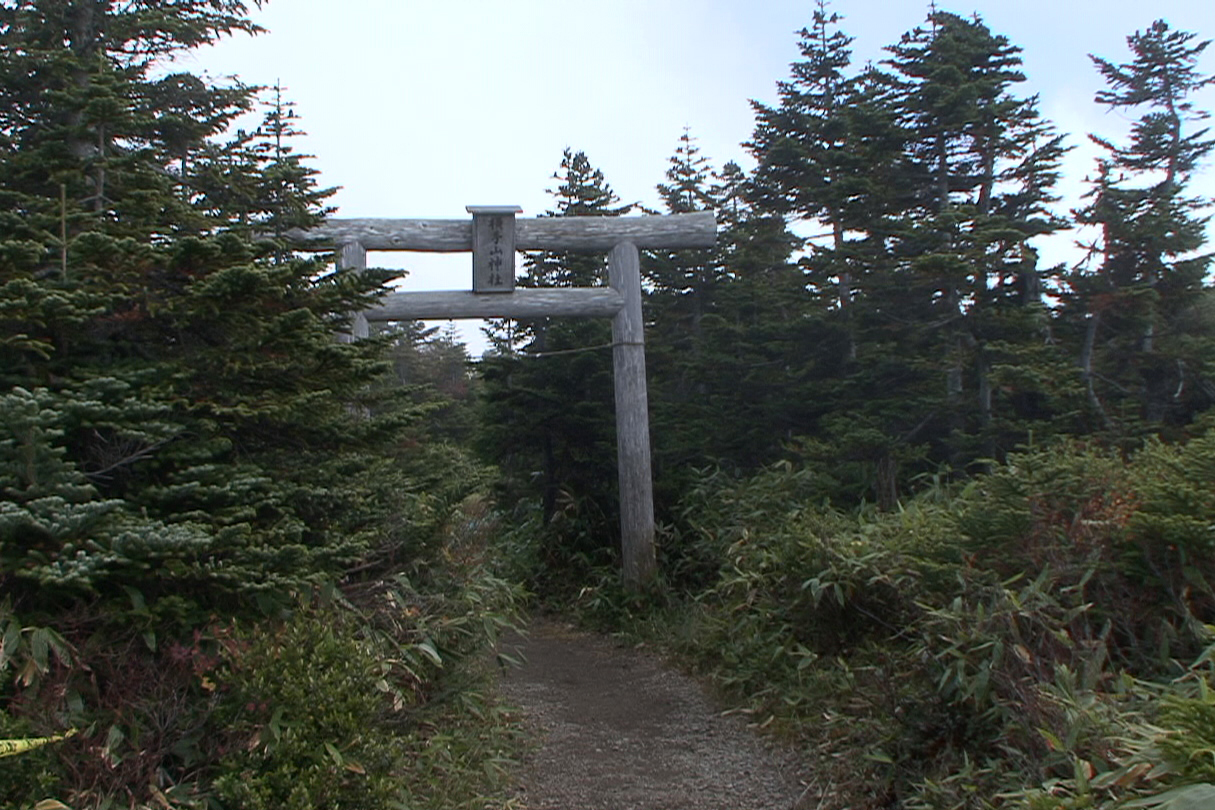
Um shiroki torii.
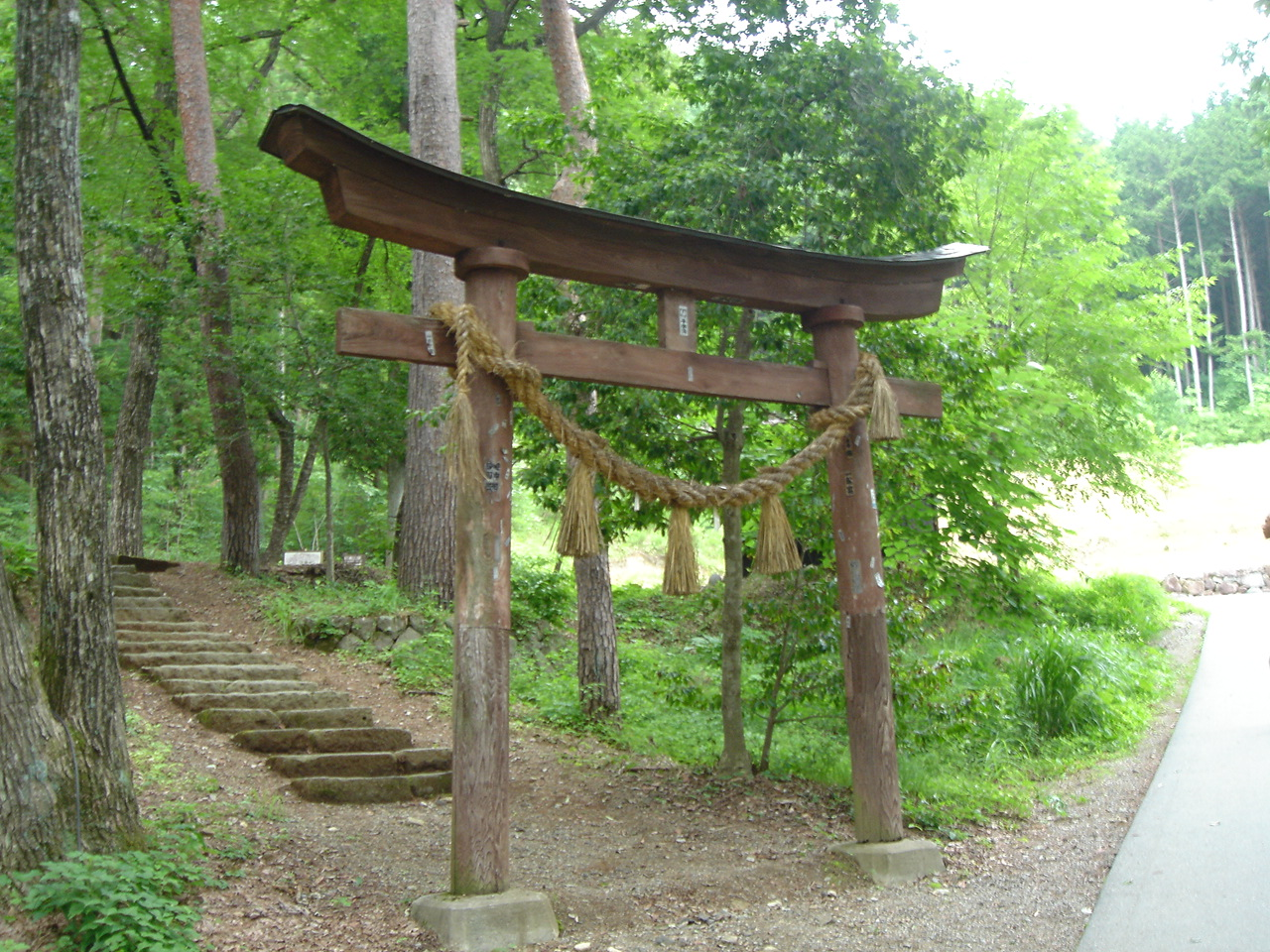
Torii na vila popular Hida Minzoku Mura.

#### Shinmei torii

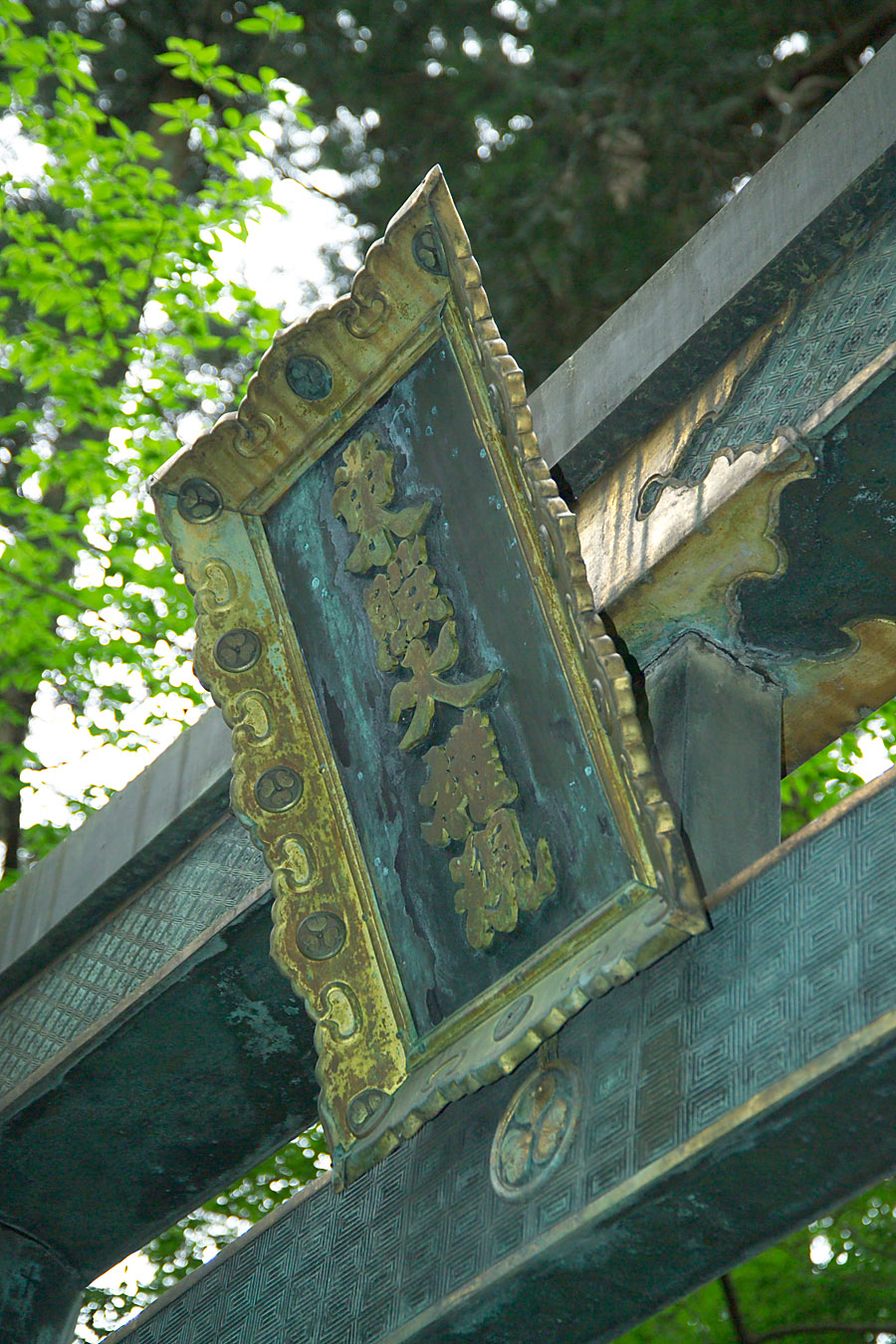
Uma placa em um torii em Nikkō Tōshō-gū cobre o gakuzuka

O shinmei torii (神明鳥居), que dá o nome à família, é constituído unicamente por um lintel (kasagi) e dois pilares (hashira) unidos por uma trave (nuki). Em sua forma mais simples, todos os quatro elementos são arredondados e os pilares não têm inclinação. Quando o nuki tem seção retangular, é chamado yasukuni torii ( o nome vem do Yasukuni jinja, de Tóquio). Acredita-se que seja o estilo de torii mais antigo.

#### Ise torii
Ise torii (伊勢鳥居)  (ver ilustração acima) são portões encontrados apenas no santuário interno e externo do santuário de Ise, na prefeitura de Mie. Por esta razão, eles também são chamados de Jingū torii (Jingū vem do nome japonês oficial do grande santuário de Ise).
Existem duas variantes. O mais comum é extremamente semelhante a um shinmei torii. Seus pilares, no entanto, têm uma pequena inclinação interna e seu nuki é mantido no lugar por calços (kusabi). O kasagi é pentagonal na seção (veja a ilustração na galeria abaixo). As extremidades do kasagi são ligeiramente mais grossas, dando a impressão de uma inclinação ascendente. Todos esses torii foram construídos após o século XIV.
O segundo tipo é semelhante ao primeiro, mas adicionalmente tem um lintel secundário e retangular (shimaki) sob o kasagi pentagonal.
Este estilo e o estilo shinmei torii começaram a se tornar mais populares durante o início do século XX, na época do xintoísmo estatal, porque eram considerados os mais antigos e prestigiosos.

#### Kasuga torii
O kasuga torii (春日鳥居) é um myōjin torii (veja a ilustração acima) com lintéis superiores retos. O nome do estilo vem do ichi-no-torii  (一の鳥居), ou torii principal, do Kasuga-taisha.
Os pilares são inclinados e ligeiramente afilados (cônicos). O nuki se projeta e é mantido no lugar por kusabi em ambos os lados.
Este torii foi o primeiro no Kasuga-taisha (o santuário do qual leva seu nome) a ser pintado de vermelhão e adotar um shimaki.

#### Hachiman torii
Quase idêntico a um kasuga torii (veja a ilustração acima) mas com os dois lintéis superiores inclinados, o hachiman torii (八幡鳥居) apareceu pela primeira vez durante o período Heian. O nome vem do fato de que esse tipo de torii é frequentemente usado nos santuários Hachiman.

#### Kashima torii
O kashima torii (鹿島鳥居) (veja a ilustração acima) é um shinmei torii sem korobi, com kusabi e um nuki protuberante. Seu nome vem do santuário de Kashima, na prefeitura de Ibaraki.

#### Kuroki torii
O kuroki torii (黒木鳥居) é um shinmei torii construído com madeira não descascada. Como esse tipo de torii requer substituição em intervalos de três anos, está se tornando raro. O exemplo mais notório está no santuário Nonomiya, em Quioto. O santuário agora usa um torii feito de material sintético que simula a aparência de madeira.

#### Shiromaruta torii
O shiromaruta torii (白丸太鳥居) ou shiroki torii (白木鳥居) é um shinmei torii feito com toras das quais a casca foi removida. Este tipo de torii está presente nas tumbas de todos os imperadores japoneses.

#### Mihashira torii
O mihashira torii ou mitsubashira torii (三柱鳥居, torii de três pilares) (também 三角鳥居, "'sankaku torii) (veja a ilustração acima) é um tipo de torii que parece ser formado a partir de três torii individuais (veja a galeria). Alguns acreditam que foi construído pelos primeiros cristãos japoneses para representar a santíssima trindade.

### Famíliamyōjin
O myōjin torii e suas variantes são caracterizados por lintéis curvos.

Myōjin torii: O kasagi e o shimaki são curvos para cima.
Nakayama torii: um myōjin torii, mas o nuki não se projeta dos pilares.
Daiwa ou inari torii: um myōjin torii com anéis no topo dos pilares.
Ryōbu torii: um daiwa torii com pilares suportados em ambos os lados.
Miwa torii: um myōjin torii triplo.
Usa torii: um myōjin torii sem gakuzuka.
Nune torii: um daiwa torii com um pequeno frontão acima do gakuzuka.
Sannō torii: um myōjin torii com um frontão acima do kasagi.
Hizen torii: um estilo incomum com um kasagi arredondado e pilares espessos e alargados.[nota 4]

#### Galeria de fotos

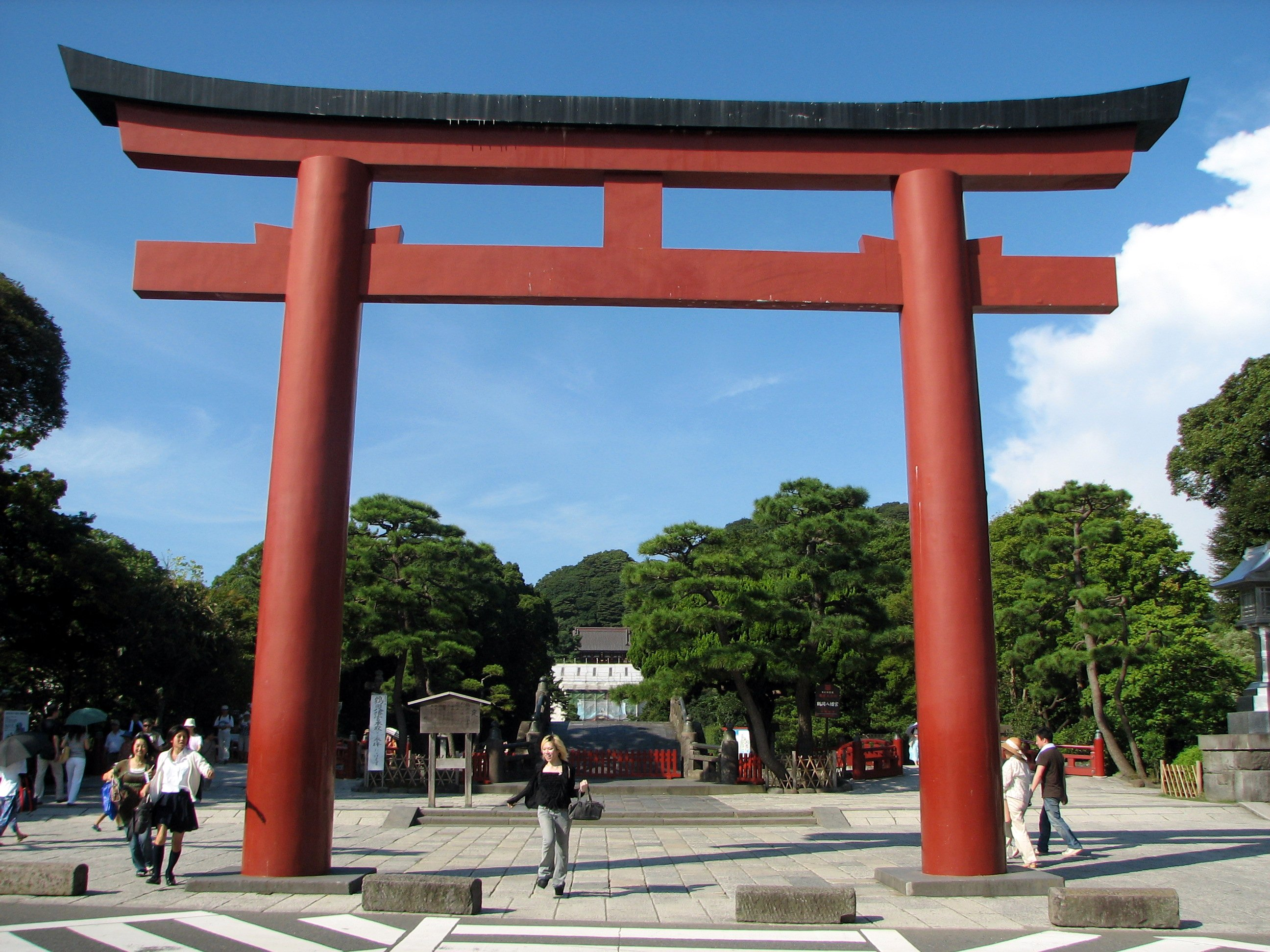
Myōjin torii.
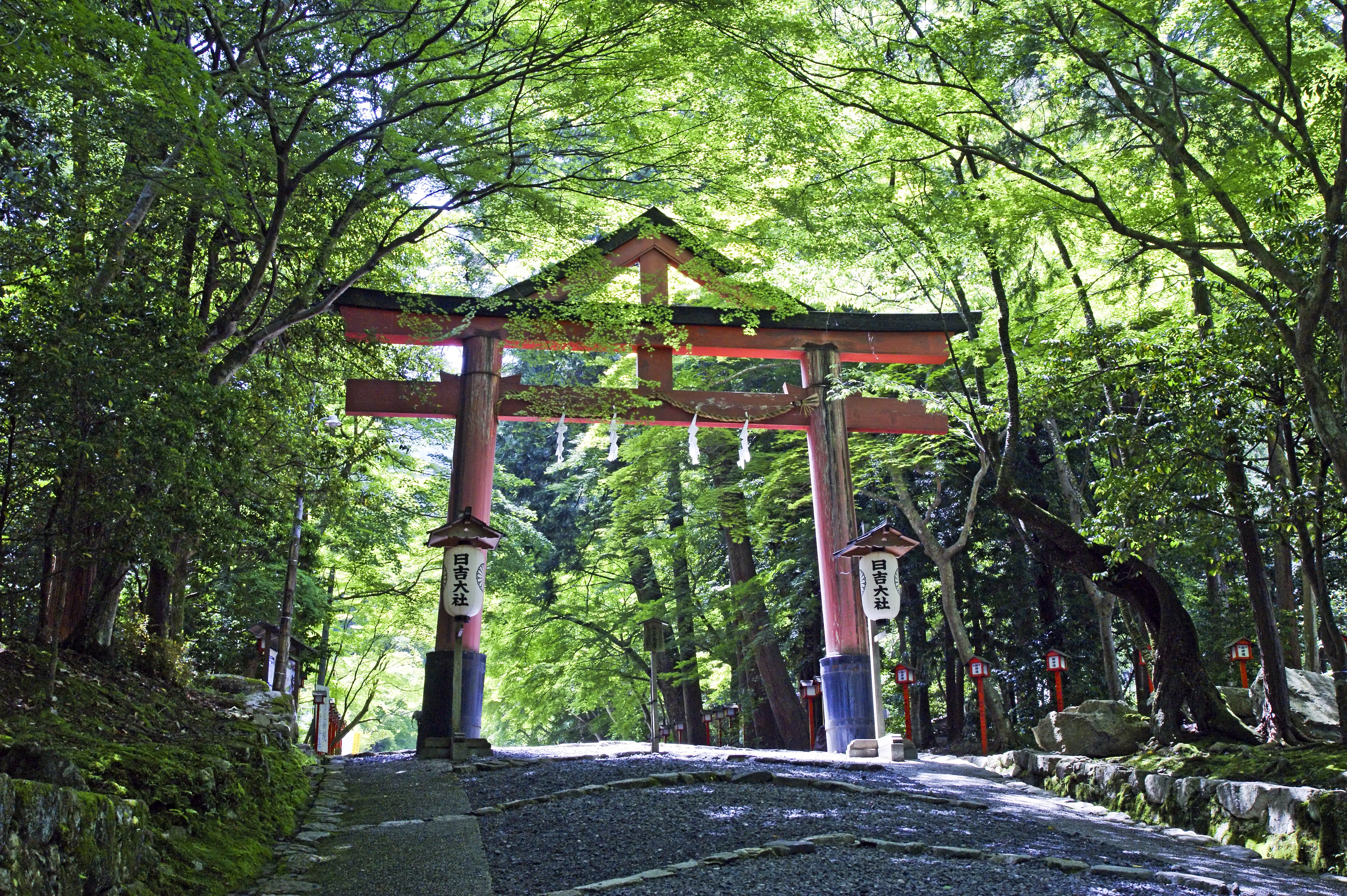
Sannō torii.
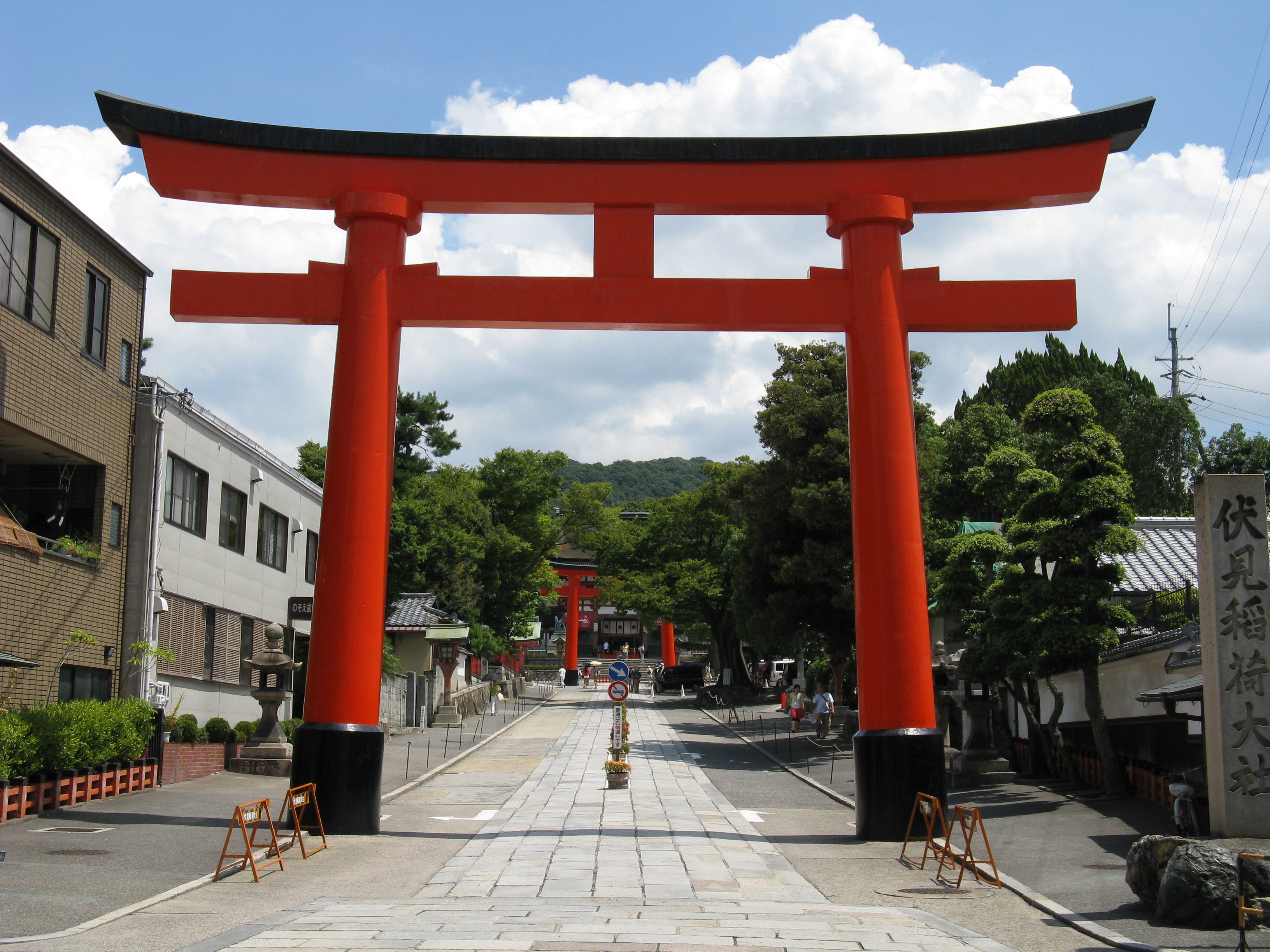
Daiwa torii. Note o nemaki.
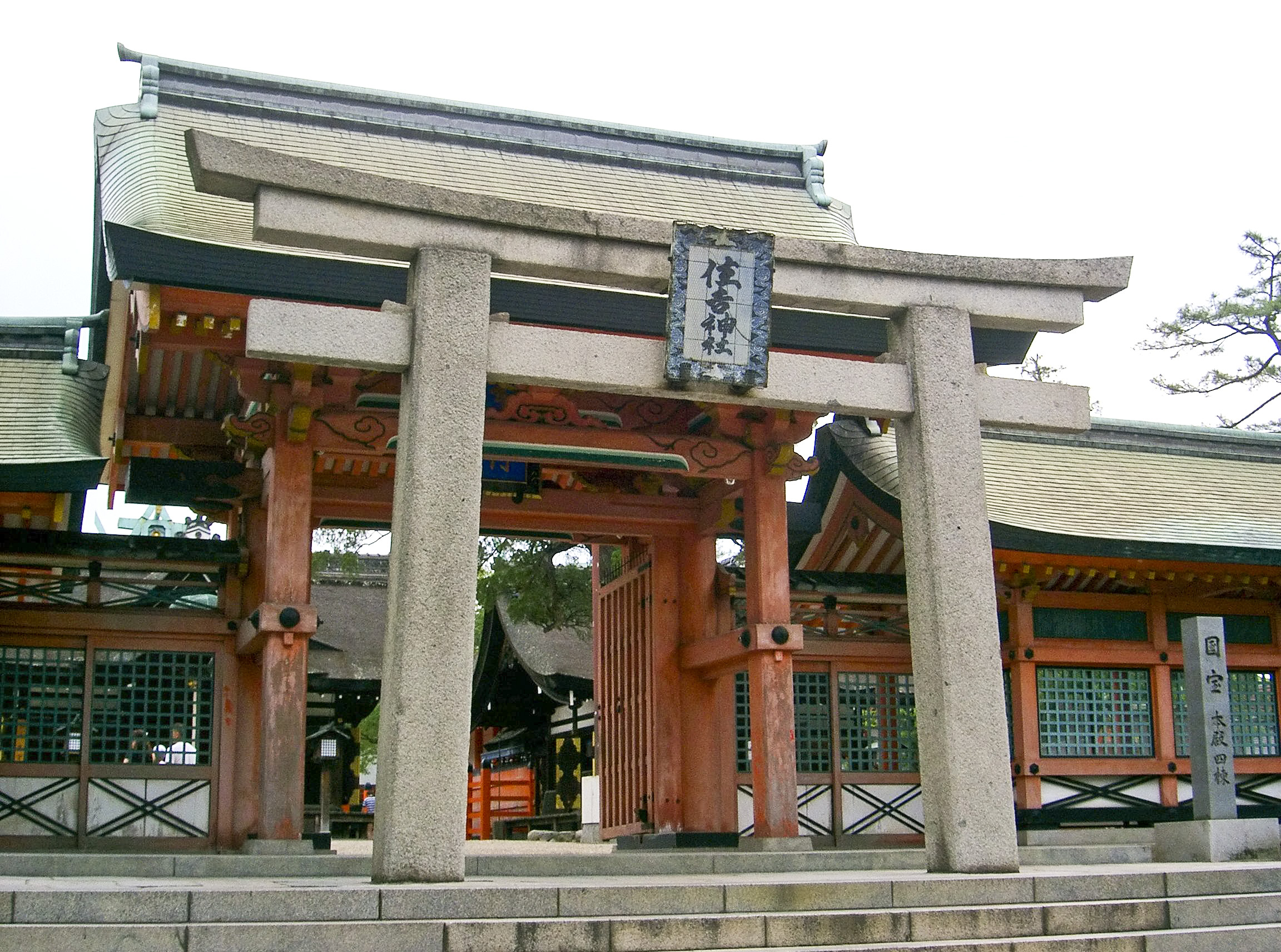
O sumiyoshi torii tem pilares com uma seção transversal quadrada.
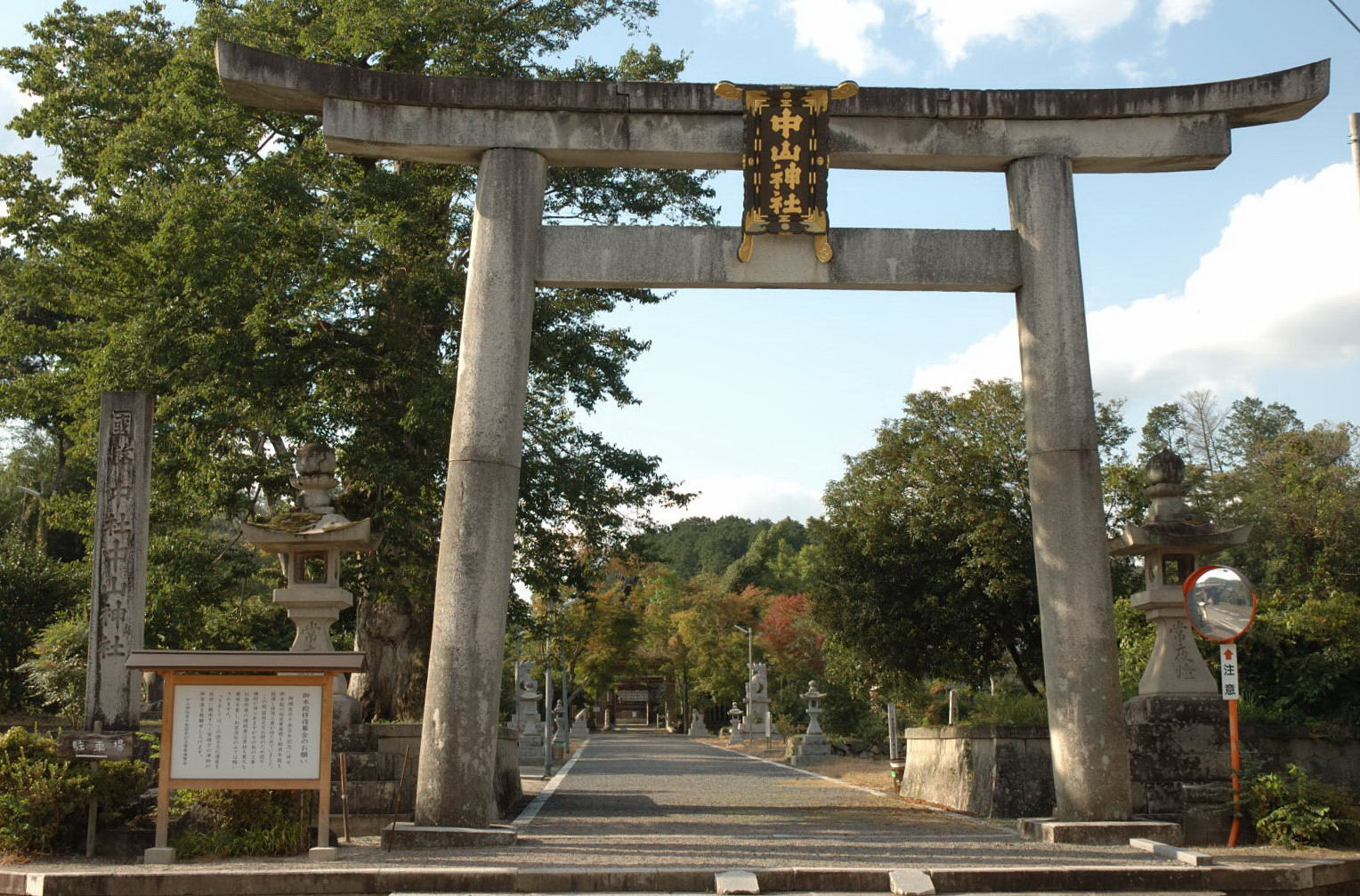
Nakayama torii.
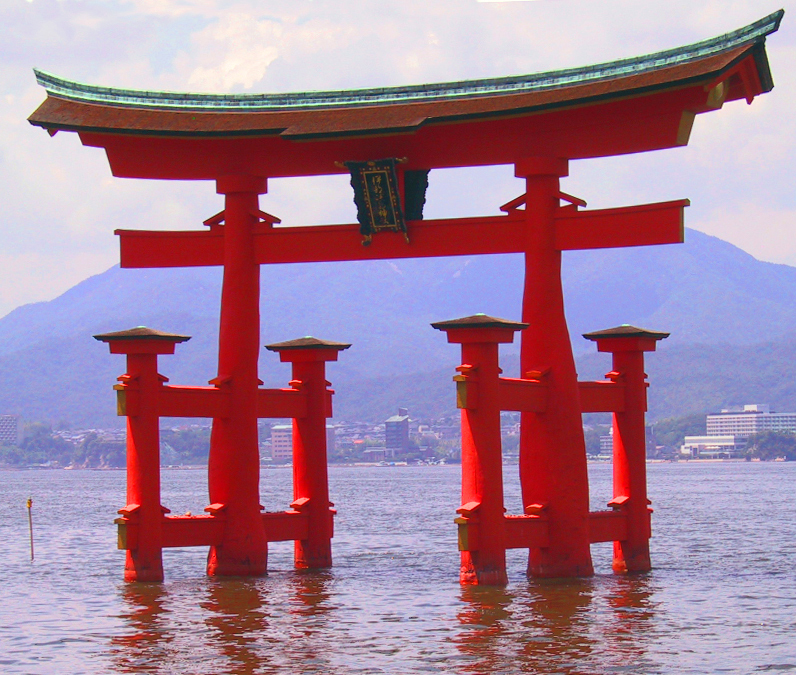
Ryōbu torii.
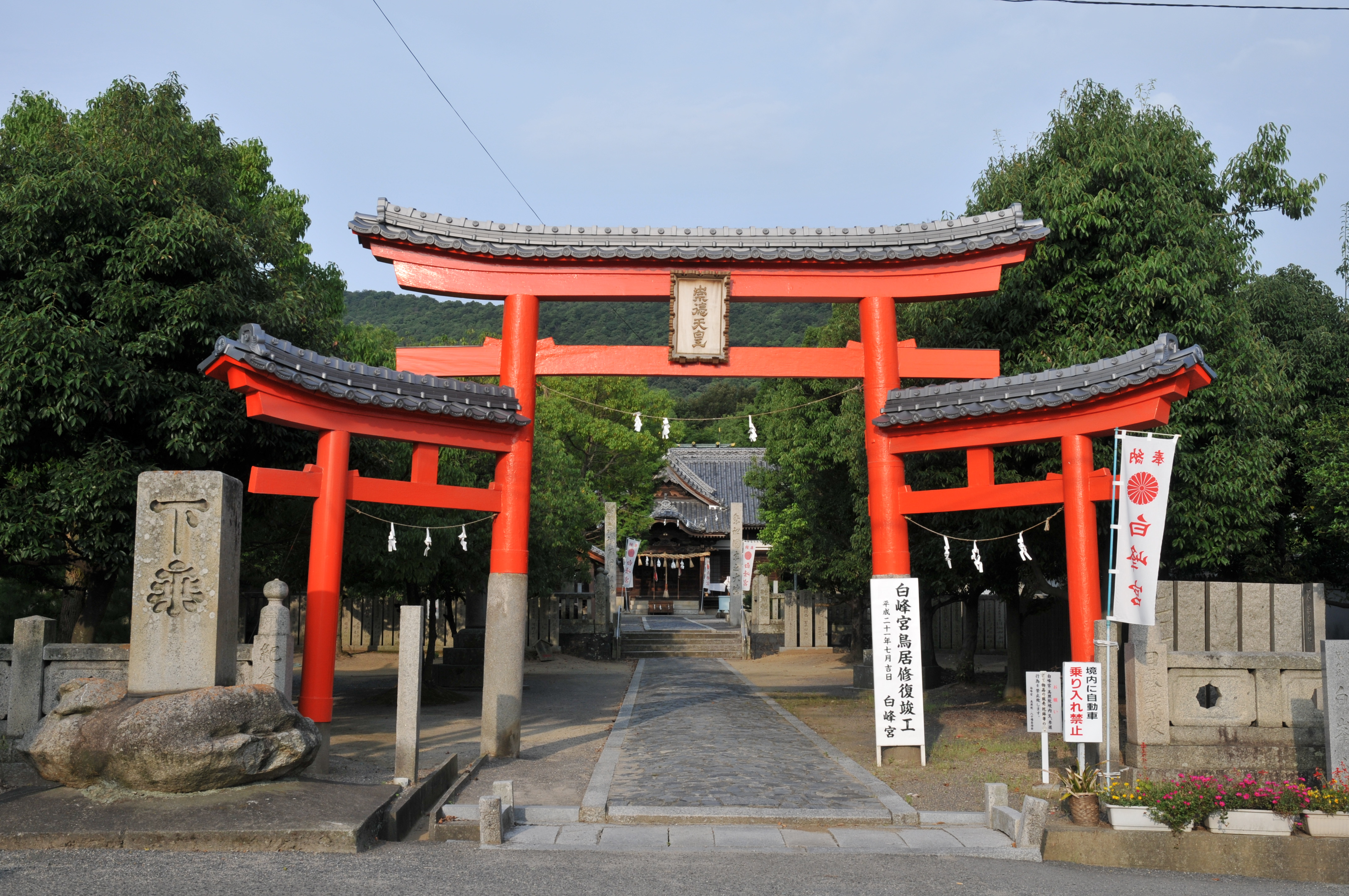
Miwa torii.
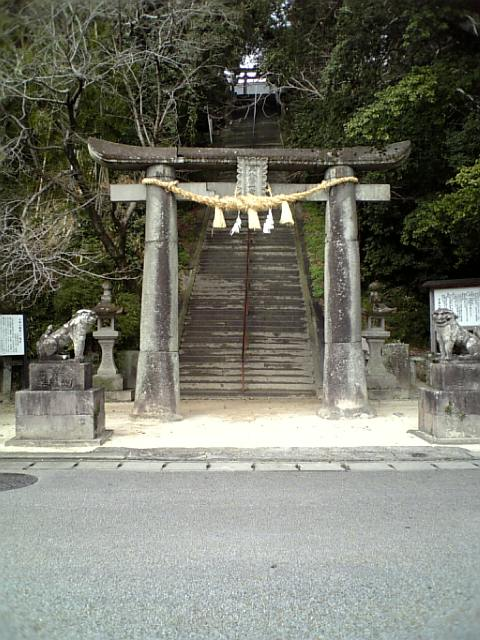
O hizen torii (肥前鳥居) tem um kasagi arredondado e pilares espessos alargados.
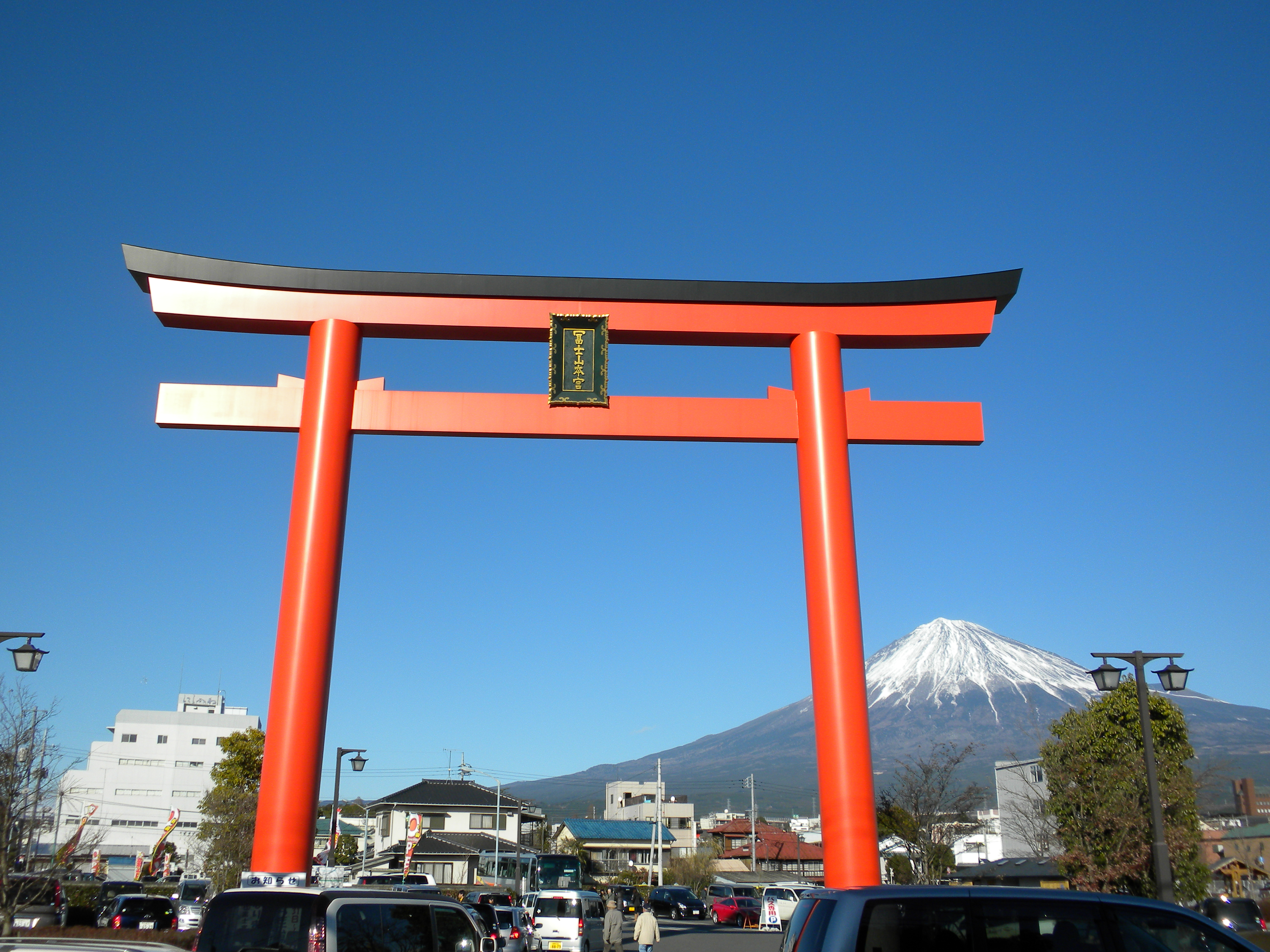
Fujisan Hongū Sengen Taisha.
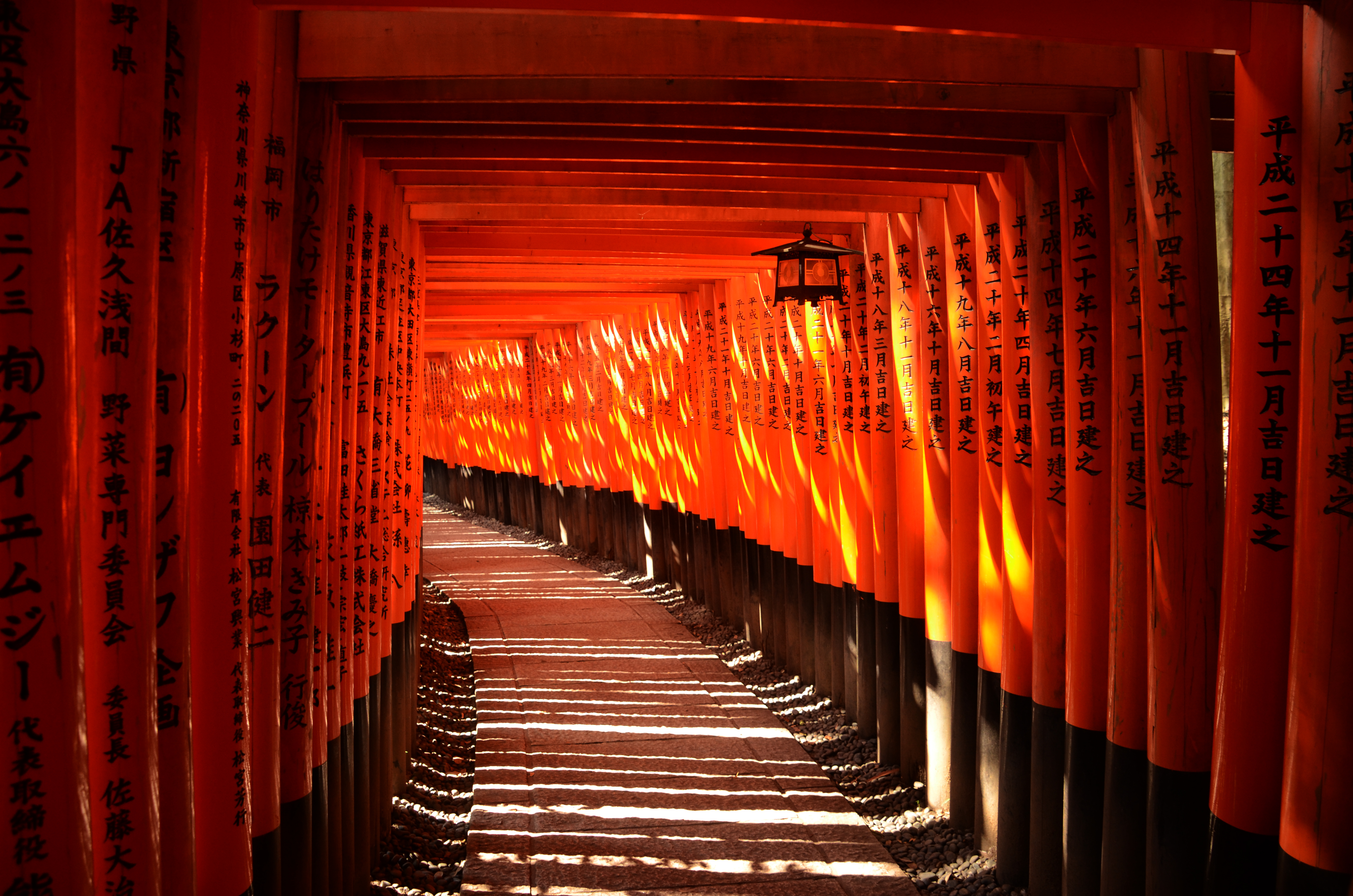
Senbon torii no Fushimi Inari-taisha.

#### Myōjin torii
Os myōjin torii (明神鳥居), de longe o estilo torii mais comum, são caracterizados por lintéis superiores curvos (o kasagi e o shimaki). Ambos curvam ligeiramente para cima. Kusabi estão presentes. Um myōjin torii pode ser feito de madeira, pedra, concreto ou outros materiais e ser vermelhão ou sem pintura.

#### Nakayama torii
O estilo Nakayama torii (中山鳥居) (que leva o nome do Nakayama jinja, na prefeitura de Okayama) é basicamente um myōjin torii mas o nuki não se projeta dos pilares e a curva feita pelos dois principais lintéis é mais acentuada do que o habitual. O torii no santuário Nakayama, que dá seu nome ao estilo, é de 9 metros de altura e foi erguido em 1791.

#### Daiwa ou Inari torii
O daiwa ou inari torii (大輪鳥居 ou 稲荷鳥居) (ver ilustração acima) é um myōjin torii com dois anéis chamados daiwa no topo dos dois pilares. O nome "inari torii" vem do fato de que daiwa torii vermelhões tendem a ser comuns em santuários Inari mas, mesmo no famoso Fushimi Inari-taisha, nem todos os torii estão neste estilo. Este estilo apareceu pela primeira vez durante o final do período de Heian.

#### Sannō torii
O sannō torii (山王鳥居) (veja a foto abaixo) é um myōjin torii com uma aresta sobre os dois lintéis superiores. O melhor exemplo desse estilo é encontrado no 
santuário Hiyoshi perto do lago Biwa.

#### Miwa torii
Também chamado de sankō torii (三光鳥居, torii três luzes), mitsutorii (三鳥居, torii triplo) ou komochi torii (子持ち鳥居, torii com crianças) (ver ilustração acima), o miwa torii (三輪鳥居) é composto por três myōjin torii sem a inclinação dos pilares. Pode ser encontrado com ou sem portas. O mais famoso está no santuário Ōmiwa, em Nara (de onde vem o seu nome).

#### Ryōbu torii
Também chamado de yotsuashi torii (四脚鳥居, torii de quatro pernas), gongen torii (権現鳥居) ou chigobashira torii (稚児柱鳥居), o ryōbu torii (両部鳥居) é um daiwa torii cujos pilares são reforçados em ambos os lados por postes quadrados (veja a ilustração acima). O nome deriva de sua longa associação com o xintoísmo ryōbu, uma corrente de pensamento dentro do budismo Shingon. O famoso torii subindo da água em Itsukushima é um ryōbu torii e o santuário costumava ser também um templo budista Shingon (tanto que ainda tem um pagode).

#### Hizen torii
O hizen torii (肥前鳥居) é um tipo incomum de torii com um kasagi arredondado e pilares que se refutam para baixo. O exemplo da galeria abaixo é o principal torii no santuário Chiriku Hachimangū (na prefeitura de Saga) e uma importante propriedade cultural designada pela cidade.